# Vietcong (jogo eletrônico)
Vietcong é um jogo eletrônico de tiro em primeira pessoa tático desenvolvido pela Pterodon e Illusion Softworks e publicado pela Gathering of Developers, lançado em 2003 para Microsoft Windows. O jogo é ambientado em 1967 durante a Guerra do Vietnã. Foi desenvolvido no motor de jogo Ptero-Engine II.
Em 2004, o jogo ganhou uma expansão chamada Vietcong: Fist Alpha, posteriormente foi lançada uma versão incluindo o jogo original e a expansão. O jogo foi portado pela Coyote Games sob o título Vietcong: Purple Haze para os consoles PlayStation 2 e Xbox. Outro complemento oficial intitulado Vietcong: Red Dawn foi lançado como conteúdo para download gratuito. Uma sequência do jogo, Vietcong 2, foi lançada em 2005.

## Jogabilidade
Vietcong faz o jogador participar de operações militares como um membro das Forças Especiais dos Estados Unidos contra os vietcongues e, mais tarde, também contra o exército norte-vietnamita (NVA). Alguns níveis são altamente lineares, enquanto outros ocorrem em ambientes externos mais abertos, permitindo mais liberdade tática. As missões normalmente exigem que o jogador sabote esconderijos de armas ou simplesmente limpe áreas de inimigos - geralmente nem todos os objetivos precisam ser alcançados para completar uma missão. A jogabilidade gira principalmente em torno do combate aberto na selva, túneis e outros locais típicos do cenário do Vietnã, mas o jogador ocasionalmente também tem que atravessar passagens mais longas sem encontrar inimigos, durante as quais poços de punji (estacas afiadas) e outras armadilhas representam a principal ameaça.
Vietcong busca um alto nível de autenticidade e realismo. Os personagens de IA fazem uso frequente de cobertura, mas mudam-na com frequência, tornando difícil para o jogador antecipar as localizações específicas dos inimigos e encorajando uma abordagem tática. A mira de todas as armas pode ser usada para aumentar a precisão, mas há uma oscilação que simula as mãos trêmulas de um atirador. Este último pode ser reduzido assumindo uma postura agachada ou deitada. Ao mirar em cobertura baixa, a arma é levantada, o que permite ao jogador atirar por cima da cobertura sem se expor totalmente. O jogo evita o uso de kits de saúde e prefere que o jogador use bandagens, que o expõem brevemente, ou peça a um médico que trate seus ferimentos. O jogo apresenta uma variedade de armas autênticas da época, como os rifles de assalto M16 e AK-47. O jogador pode escolher antecipadamente as armas com as quais deseja ir em uma missão, mas também pode substituí-las por armas encontradas nas missões, dando-lhe acesso às armas utilizadas pelos inimigos. Em algumas missões, ataques aéreos podem ser ordenados para bombardear áreas específicas do mapa.
Normalmente, para atiradores táticos, o jogador geralmente é acompanhado por uma equipe controlada por IA. Cada um dos companheiros de equipe é um personagem único que não pode morrer e desempenha um papel específico na equipe. Por exemplo, o apontador - geralmente um soldado nativo sul-vietnamita que conhece o terreno da missão - pode conduzir a equipe do jogador com segurança em direção ao objetivo, apontando quaisquer armadilhas escondidas e avisando o jogador sobre os inimigos com antecedência, enquanto um engenheiro de combate carrega um suprimento infinito de munição para o jogador. Por padrão, a equipe simplesmente segue o personagem do jogador e se envolve à vontade, mas podem ser dadas ordens gerais, como atacar o inimigo ou recuar. Os companheiros de equipe também podem ser chamados individualmente para a localização do personagem do jogador.

### Quick Fight
Além da campanha principal, está disponível um modo de Quick Fight ("Luta Rápida"). Este último permite ao jogador simplesmente travar uma luta em um dos vários mapas semelhantes a arenas com o único objetivo de eliminar todos os inimigos. O jogador pode escolher se deseja ser acompanhado por uma equipe ou sozinho, quantos e que tipo de inimigos enfrentar e com que equipamento deseja ir na partida. Neste modo, o jogador também pode assumir o papel de um combatente vietcongue e enfrentar soldados americanos. Por padrão, apenas um único mapa e poucas armas estão disponíveis, mas mais ficam disponíveis à medida que o jogador avança na campanha principal do jogo.

### Multijogador
O jogo também apresenta um modo multijogador local e online que suporta até 64 jogadores por partida. Os servidores do lobby online foram hospedados pelo extinto GameSpy Arcade.
Vários modos de jogo típicos de jogos de tiro estão disponíveis: Free for all, deathmatch, team deathmatch, capture the flag e last man standing. Além disso, está disponível um modo de equipe onde, semelhante a Counter-Strike, os jogadores permanecem mortos pelo restante da rodada atual e as equipes só marcam um ponto se a equipe adversária tiver sido completamente aniquilada.

## Sinopse

### Enredo
O jogador assume o papel do Sargento de Primeira Classe Steve R. Hawkins, designado para o acampamento das Forças Especiais dos Estados Unidos (Boinas Verdes) em um local estratégico de Nui Pek, em algum lugar das Terras Altas do Centro, Vietnã do Sul, perto da fronteira com o Camboja. Hawkins e sua equipe realizam uma série de várias missões contra as forças vietcongues e norte-vietnamitas; como apoiar nativos Montagnards para o combate e missões de contra-guerrilha e patrulha na trilha Ho Chi Minh. A história termina com um ataque massivo das forças comunistas ao acampamento base da equipe, que é finalmente abandonado por todas as forças americanas.
O ataque terrestre fictício a Nui Pek é uma recriação do ataque terrestre real ocorrido no Campo das Forças Especiais de Lang Vei, na província de Quam Tri, em fevereiro de 1968.

## Expansão e conversão para os consoles
Vietcong: Fist Alpha é a expansão e prequela de Vietcong lançado para PC, ocorrendo três meses antes dos eventos do jogo principal. O personagem do jogador em Fist Alpha é o sargento de primeira classe Douglas Warren. Todos os membros da equipe do jogo original estão presentes inicialmente, exceto o sul-vietnamita Le Duy Nhut (Nick). O apontador de trilha e tradutor da equipe é o sargento Nham Nguyen. Ele é morto em combate juntamente com Warren durante um dos ataques das forças comunistas ao acampamento base de Nui Pek, sendo substituído por Nhut.
Vietcong: Purple Haze é o porte de Vietcong e Vietcong: Fist Alpha para os consoles da sexta geração; PlayStation 2 e Xbox. Os eventos de Purple Haze se entrelaçam entre o jogo principal e a expansão Fist Alpha, com o jogador brevemente controlando Douglas Warren  nas primeiras missões, e Steve Hawkins no restante do jogo. As missões em Purple Haze foram encurtadas e adaptadas, e muitos recursos incluindo gráficos foram reduzidos devido às limitações dos consoles da época em relação ao PC.